# Иошуа бен-Леви
Иошуа бен-Леви (др.-евр. יהושע בן לוי‬; первая половина III века) — палестинский амора из первого поколения, экзегет и глава школы в Лидде (ныне Лод). Персонаж еврейской легенды, повествующей о его встречах с пророком Илией и с ангелом смерти, и о посещении им рая.

## Биография
Значение слов «бен-Леви» не ясно: либо он был сыном Леви (возможно, Леви бен-Сиси), либо левитом.
Его учителем был Бар Каппара, которого Иошуа часто цитирует; но более всего он считал себя обязанным раббе Иуде бен-Педаи (Judah ben Pedaiah), у которого он приобрёл знание многих галах. Повлиял на него и Пинехас бен-Яир.
Благодаря своему миролюбию он ничего не предпринимал против зарождавшейся тогда «христианской ереси» (מין‬). Он высказался против господствовавшего в его время обычая отрешать от должности хаззана (чтеца), который в молитве опустит известные благословения, — таких чтецов подозревали в ереси.
Вместе со своим товарищем Ханиной представлял палестинское еврейство в Кесарее у римского проконсула, который оказал им соответствующие почести. Путешествовал в Рим, но цель путешествия осталась неизвестной.
В области галахи Иошуа пользовался большим авторитетом. Современниками его были Иоханан бен-Наппаха и Симон бен-Лакиш, стоявшие во главе школы в Тивериаде. Однако его решения принимались, несмотря на возражения рабби Иоханана и Симона бен-Лакиша. В особенности за ним признавали первенство при истолковании законов относительно чистоты и сохранения здоровья (Техарот)..

## Учение и труды
Его собственные галахи напоминают по форме и краткости Мишну таннаев.
Агада занимала видное место в его преподавании, этим объясняется, почему так много агад передавалось от его имени его учениками и современниками.
Был также экзегетом: некоторые его объяснения признаны также позднейшими комментаторами, Ибн-Эзрой и др. Многие постановления Иошуи о синагогальном чтении Торы остаются в силе по сей день.
Ряд его мыслей философского и теологического характера приводится в Талмуде. Они касаются Бога, Его отношений к Израилю, загробной жизни, доказательства воскресения мертвых и бессмертия, которое, по мнению Иошуи, не есть удел одних евреев.

## Легендарный персонаж
Иошуа бен-Леви является также героем легенды. Она рассказывает о его встречах с пророком Илией и с ангелом смерти. Ему же позволено было осмотреть рай, и через посредство ангела смерти он слал послание рабби Гамлиэлю с описанием всего там им виденного («Derek Erez Zuta»).
Собрания легенд об Иошуе издавались под названиями «Maaseh de rabbi Jehoschua b. Levi» или «Massoret Gan-Eden we-Gehinom».